# Sangmang-dong
Sangmang-dong (koreanska: 상망동) är en stadsdel i staden Yeongju i provinsen Norra Gyeongsang, i den centrala delen av Sydkorea, 170 km sydost om huvudstaden Seoul.